# Parks Canada
Parks Canada (fransk: Parcs Canada) er et canadisk regeringsorgan med hovedsæde i Ottawa. Dets opgave er at beskytte og fremvise den nationalt betydningsfulde natur- og kulturarv. Organet skal fremme forståelsen og påskønnelsen i offentligheden af denne natur- og kulturarv på måder, der bevarer dem i deres helhed for nuværende og fremtidige generationer. Parks Canada har ansvaret for forvaltningen af 42 nationalparker, 949 historiske steder — heraf 167 styret direkte — og 4 fredede marine områder.

## Historie
Parks Canada blev etableret i 1911 under indenrigsministeriet med navnet Dominion Parks Branch. Den blev derved den første nationalpark i verden. Siden dannelsen er navnet skiftet flere gange, henholdsvis National Parks Branch, Parks Canada og Canadian Parks Service, inden det igen kom til at hedde Parks Canada i 1998. Organets aktiviteter reguleres gennem paragrafferne i Canada National Parks Act, der blev vedtaget i 1930 og senest ændret i 2000.